# Dicranotropis hamata
Dicranotropis hamata är en insektsart som först beskrevs av Karl Henrik Boheman 1847.  Dicranotropis hamata ingår i släktet Dicranotropis och familjen sporrstritar. Arten är reproducerande i Sverige. Inga underarter finns listade i Catalogue of Life.